# Culicoides riebi
Culicoides riebi är en tvåvingeart som beskrevs av Delecolle, Mathieu och Baldet 2005. Culicoides riebi ingår i släktet Culicoides och familjen svidknott. Inga underarter finns listade i Catalogue of Life.